# Urbano Rattazzi

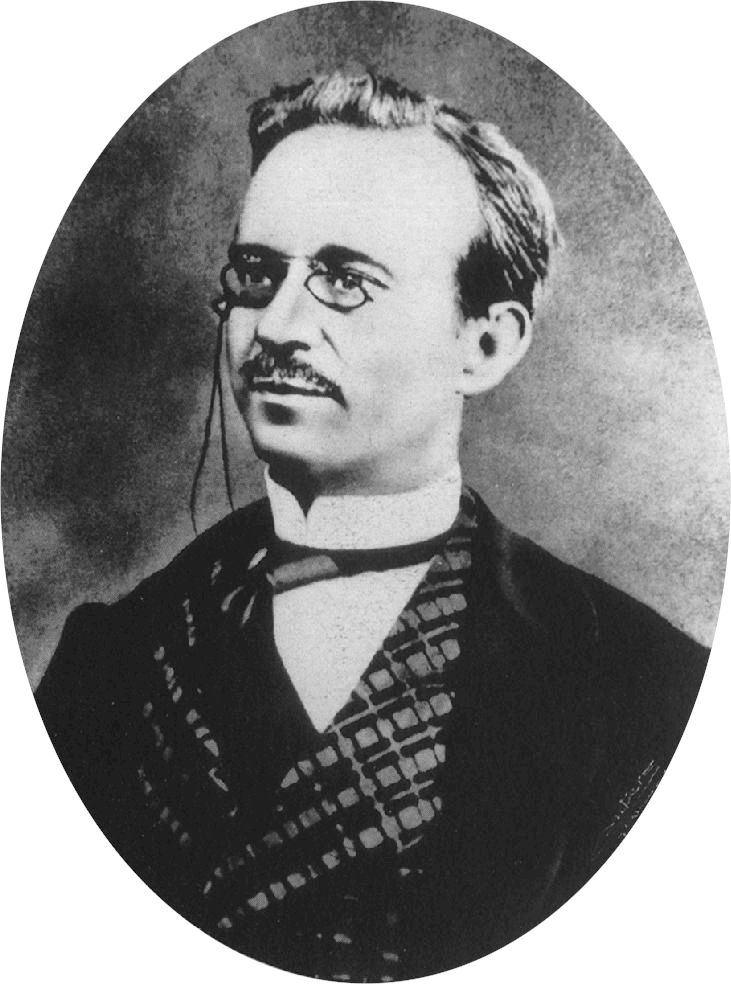
Urbano Rattazzi.

Urbano Pio Francesco Rattazzi (Alessandria, 29 juni 1808 - Frosinone, 5 juni 1873) was een Italiaans staatsman. 

## Levensloop
Hij studeerde rechten in Turijn en begon in 1838 een loopbaan als advocaat. In 1848 werd hij lid van het Parlement van Piëmont en beschouwde zichzelf als democraat-liberaal. Door zijn kracht in het debat werd hij in augustus 1848 minister van Volksvoorlichting, maar vond het mandaat maar niets en trad na enkele dagen al af. In december 1848 werd hij minister van Binnenlandse Zaken en dit tot in maart 1849. Van februari tot maart 1849 was hij eveneens premier van Piëmont.
Hij verliet de democraten om toe te treden tot de gematigde liberalen en vormde een centrumlinkse groep. Deze groep vormde een coalitie met de centrumrechtse groep van Camillo Benso di Cavour. In november 1852 vormden deze twee groepen een regering onder leiding van Cavour. Rattazzi werd parlementsvoorzitter, maar stopte met dit mandaat toen hij in 1853 minister van Justitie werd en later minister van Binnenlandse Zaken. In deze laatste functie was hij verantwoordelijk voor een aantal hervormingsmaatregelen, zoals de onderdrukking van kloosterorden, gedeeltelijke secularisatie en vermindering van de invloed van religieuze groepen. Dit zorgde voor een zeer slechte relatie met de klerikalen en impopulariteit in de publieke opinie. In 1858 trad hij af als minister, maar werd in 1859 opnieuw minister van Binnenlandse Zaken.
Als gevolg van de onderhandelingen tussen Piëmont-Sardinië en het Tweede Franse Keizerrijk en het daaruit voortgekomen Verdrag van Turijn, waarbij Nice en Savoye aan Frankrijk werden overgedragen, diende Rattazzi in januari 1860 opnieuw ontslag nemen als minister. Na de eenmaking van Italië werd hij voorzitter van de Kamer van Afgevaardigden en in maart 1862 werd hij eerste minister en combineerde dit met de ministerposten Binnenlandse en Buitenlandse Zaken. In december van hetzelfde jaar nam hij ontslag wegens zijn vijandige politiek tegen Giuseppe Garibaldi, wat zijn populariteit zeker niet bevorderde. Van april tot oktober 1867 was hij opnieuw eerste minister. In 1873 overleed hij.